# ادموند بیلینگز
ادموند بیلینگز (Edmund Billings) (زادهٔ ۱۴ ژانویه ۱۸۶۸ – درگذشتهٔ ۷ فوریه ۱۹۲۹)، سرمایه‌گذار، بانکدار، جامعه‌شناس، نوع‌دوست و مقام دولتی آمریکایی متولد کانادا بود که در چندین کمیتهٔ امداد فعالیت کرد و در جنگ جهانی اول، مأمور وصول گمرکات بندر بوستون بود.

## اوایل زندگی
بیلینگز در ۱۴ ژانویه ۱۸۶۸ در سینت جورج، نیوبرانزویک چشم به جهان گشود. پدرش ادموند و مادرش الیزابت (ساترلند) بیلینگز بود. بیلینگز پنج‌ساله بود که خانواده‌اش به بوستون نقل‌مکان کردند. او در مدرسهٔ بریمر و دبیرستان شبانه تحصیل کرد و در کلاس‌های شبانه در دانشگاه هاروارد حاضر شد. بیلینگز پیش از شروع فعالیت در امور خیریه در نقش پیام‌رسان برای وسترن یونیون و منشی در فروشگاه هنری کار می‌کرد. او در اول اکتبر ۱۸۹۶ با الیزابت چایلد از استمفورد، کنتیکت ازدواج کرد. آن‌ها دو فرزند به نام‌های ادموند جونیور و کاترین داشتند.

## امور خیریه
بیلینگز در بیست‌ویک سالگی به‌عنوان سرپرست مؤسسهٔ بزرگداشت ولز برگزیده شد. او بعدها در سمت خزانه‌دار در آن مؤسسه فعالیت کرد. پس از مرگ بنیان‌گذار آن، رابرت تریت پین در سال ۱۹۱۰، بیلینگز به ریاست این مؤسسه رسید. او این سمت را تا زمان ترک این مؤسسه در سال ۱۹۲۲ عهده‌دار بود. بیلینگز همچنین به‌عنوان سرپرست مؤسسهٔ مردم فعالیت کرد.
بیلینگز یکی از اعضای کمیتهٔ امداد بود که به قربانیان زلزلهٔ ۱۹۰۶ سان‌فرانسیسکو، آتش‌سوزی بزرگ چلسی در سال ۱۹۰۸، آتش‌سوزی بزرگ سالم در سال ۱۹۱۴، زلزلهٔ سال ۱۹۰۸ مسینا و انفجار هالیفاکس یاری رساند. بیلینگز در جنگ جهانی اول، در جایگاه یکی از اعضای کمیتهٔ بحران بخش بوستون صلیب سرخ آمریکا فعالیت کرد. او به پاس خدماتش پس از زلزلهٔ مسینا، به حضور پادشاه ویکتور امانوئل سوم شرفیاب شد، مدالی از سوی دولت ایتالیا به وی اعطا شد و به افتخارش، اولین خیابانی را که پس از زلزله در مسینا ساختند به نام او مزیّن شد. پس از بازگشت بیلینگز، آمریکایی‌های ایتالیایی‌تبار در بوستون مدالی به او اهدا کردند.
در سال ۱۹۱۱، بیلینگز به پایه‌گذاری دانشگاه بوستون کمک کرد که یک باشگاه اجتماعی با تمرکز بر «شهر بوستون و مشکلات رشد آن» بود. او از سخنرانان افتتاحیهٔ کمیتهٔ اجرایی باشگاه بود. بیلینگز همچنین پایه‌گذار انجمن دولت خوب بوستون و انجمن مدارس دولتی بود. بیلینگز همچنین مدیر انجمن کمک به کودکان، از متولیان اتحادیهٔ آموزشی و صنعتی زنان و از اعضای انجمن ورزشی بوستون، باشگاه تبادل ملی، لیگ ملی شهری و آکادمی علوم سیاسی و اجتماعی آمریکا بود.

## حرفه تجاری
بیلینگز در شرکت لی هیگینسون، یک بانک سرمایه‌گذاری در بوستون، کار کرد. در سال ۱۹۱۱، او به ریاست شرکت پول ریور تراست انتخاب شد. بیلینگز همچنین به‌عنوان مدیر شرکت دولتی استریت تراست، بانک پس‌انداز خانگی، انجمن ساختمان کارگران و رئیس و مدیر انجمن وام کارگران فعالیت کرد.

## خدمات دولتی و فعالیت سیاسی
در جنگ اسپانیا و آمریکا، بیلینگز به‌عنوان ستوان دوم در هنگ ۵ موقت ماساچوست خدمت کرد.
بیلینگز در چند کارزار سیاسی شهرداری در بوستون مشارکت داشت. در سال ۱۹۰۹، او به‌عنوان مدیر کارزار انتخاباتی ناموفق جیمز جی. استرو برای تصدی منصب شهرداری بوستون فعالیت کرد.

### مأمور وصول گمرک
در ۸ اکتبر ۱۹۱۳، رئیس‌جمهور وودرو ویلسون، بیلینگز را به‌عنوان مأمور وصول عوارض گمرک بندر بوستون گماشت.
در ۲۳ ژانویه ۱۹۱۵، بیلینگز و سایر مقامات گمرک به برج جدید گمرک نقل‌مکان کردند که پس از چهار سال و نیم و با صَرف هزینه‌ای بالغ بر ۱٫۸ میلیون دلار تکمیل شده بود. در سپتامبر ۱۹۱۵، پس از این‌که مردی با پریدن از عرشهٔ دیدبانی برج گمرک خودکشی کرد، بیلینگز دستور داد تا زمان نصب حفاظ، بالکن در معرض دید عموم قرار بگیرد. در ظهر ۶ آوریل ۱۹۱۶، بیلینگز ساعت برج گمرک را نصب کرد.
قبل از مشارکت ایالات متحده در جنگ جهانی اول، بیلینگز تلاش می‌کرد که بی‌طرفی این کشور را حفظ کند. در مارس ۱۹۱۵، او یک سیگنال رمز برای کشتی‌های خارجی که بندر بوستون را به مقصد اروپا ترک می‌کردند، ایجاد کرد. در ۵ فوریه ۱۹۱۷، بنا به دستور ارسالی از واشینگتن، بیلینگز محافظانی را برای ممانعت از خروج خدمهٔ یک کشتی اتریشی و پنج کشتی آلمانی در بندر مستقر کرد. روز بعد، او کنفرانسی با ناخداهای کشتی‌ها داشت که به‌موجب آن توافق شد تا ناخداها و افسران اول پنج کشتی از شش کشتی اجازه داشته باشند آزادانه حرکت کنند، اما به‌طور منظم به کشتی‌های خود گزارش دهند. خدمه در صورت دریافت مجوز از افسر مهاجرت، اجازهٔ خروج داشتند. ساعت ۱۱ شب نیز برای خدمهٔ کشتی مقررات منع رفت و آمد برقرار شد. در ۶ آوریل ۱۹۱۷، بیلینگز با پیش‌بینی اعلام جنگ از سوی کنگره علیه آلمان، دستور توقیف پنج کشتی آلمانی (آمریکا، سینسیناتی، ویتکیند، کلن و اوکنفلز) را صادر کرد.
در سال ۱۹۱۸، بیلینگز حقوق کارکنان بندر را که کمترین دستمزد دریافت می‌کردند، افزایش داد. در همان سال، ویلسون دوباره او را به همان سمت منصوب کرد. در سال ۱۹۲۱، بیلینگز از مقام خود به‌عنوان مأمور وصول گمرک استعفا داد تا به کسب‌وکار بیمه بپردازد.

### فعالیت در کمیته
قبل از اعتصاب پلیس بوستون در سال ۱۹۱۹، شهردار اندرو جیمز پیترز، بیلینگز را برای فعالیت در کمیتهٔ شهروندان منصوب کرد تا مراقب باشد که در صورت اعتصاب از مردم محافظت می‌شود. در سال ۱۹۲۱، پیترز او را به ریاست کمیسیون حمل‌ونقل بوستون گماشت. در سال ۱۹۲۷، شهردار بوستون مالکوم نیکولز، بیلینگز و همسرش را برای فعالیت در کمیته‌ای برای کمک به او در جشن روز لیندبرگ برگزید. در همان سال، چارلز اچ. مک گلو، رئیس دموکرات ایالتی، بیلینگز را برای خدمت در کمیته‌ای منصوب کرد که بر اقداماتی مذبوهانه برای آوردن کنوانسیون ملی دموکرات‌های ۱۹۲۸ به بوستون فعالیت می‌کرد.

## اواخر زندگی و درگذشت
از سال ۱۹۲۱ تا ۱۹۲۸، بیلینگز معاون و خزانه‌دار شرکت جان پاولدینگ مید بود؛ این شرکت در حوزهٔ بیمه فعالیت می‌کرد. او سپس به شرکت فیلد اَند کوولز پیوست که یک شرکت بیمهٔ دیگر بود.
در سال ۱۹۲۳، به آپارتمان بیلینگز دستبرد زدند و جواهراتی به ارزش ۲۰۰ دلار از آنجا به سرقت رفت.
در سال ۱۹۲۹، بیلینگز به تأسیس انجمن حوضهٔ رودخانهٔ چارلز کمک کرد و به ریاست این انجمن انتخاب شد. این انجمن برای مخالفت با ساخت جاده در امتداد سمت بوستون از حوضهٔ رودخانهٔ چارلز و نیز حمایت از بهبود امکانات تفریحی در آن حوضه ایجاد شده بود.
در ۴ فوریه ۱۹۲۹، بیلینگز در دفتر خود بیمار شد. او بعدها دچار حملهٔ قلبی و نیز به ذات‌الریه مبتلا شد. بیلینگز سه روز بعد، در اقامتگاه خود در فَنوِی در خلیج بک بوستون، چشم از جهان فروبست.